# Protector (Fachzeitschrift)
Protector (Eigenschreibweise: PROTECTOR; vormals: Protector & Wik) ist eine deutschsprachige Fachzeitschrift über alle Themen der Sicherheitstechnik und des Wirtschaftsschutzes. Sie erscheint in Deutschland, Österreich und der Schweiz. Herausgeber ist die Schlütersche Verlagsgesellschaft GmbH & Co. KG. Die Zeitschrift wird per Abonnement vertrieben und ist direkt beim Verlag bestellbar.

## Geschichte
Protector wurde im Jahre 1973 von dem Verleger Walter M. Graf († 1978) in der Schweiz ins Leben gerufen,  damals mit dem Untertitel „Fachzeitschrift für Sicherheitsmaßnahmen gegen Einbruch, Überfall, Diebstahl und Feuer“. Herausgeber war der Verlag Graf und Neuhaus. Anfangs erschienen vier Ausgaben, ab 1982 fünf und ab 1984 sechs Ausgaben pro Jahr. Das erste Protector Special erschien 1989 mit dem Thema „Zutrittskontrolle“.
1992 übernahm die WEKA-Verlagsgruppe den Verlag Graf und Neuhaus, 1996 führte die I.G.T. Informationsgesellschaft Technik mbH (I.G.T.-Verlag) die Zeitschrift mit dem Untertitel „Die europäische Fachzeitschrift für Sicherheit“ fort. 1997 wurde der erste Internetauftritt für das Fachmagazin geschaffen.
Die Tradition, Foren zu speziellen Themen der Sicherheitsbranche durchzuführen, begründete die Redaktion 2003 mit dem Forum Zutrittskontrolle.
2006 erwarb der I.G.T.-Verlag die seit 1979 bestehende Zeitschrift W&S – Das Sicherheitsmagazin, die den Themenbereich Wirtschaftsschutz und Sicherheitsmanagement abdeckt und damit das Themenspektrum des Verlages im Bereich Sicherheit abrundete. Drei Jahre später ging der gemeinsame Internetauftritt von Protector und W & S mit dem Titel „sicherheit.info“, an den Start. Seit Juni 2011 wurde sicherheit.info von der „Informationsgemeinschaft zur Feststellung der Verbreitung von Werbeträgern e. V. (IVW)“ geprüft.
Im Zuge der Jubiläumsausgabe „40 Jahre Protector“ (06/2013) gliederte I.G.T. die Zeitschrift W & S in Protector ein und etablierte das Magazin somit als übergreifende Fachzeitschrift für die Sicherheitsbranche. Gleichzeitig wurde der Untertitel des Protector in „Sicherheitstechnik & Wirtschaftsschutz“ geändert. Seit 2013 wird auch jährlich der Protector Award ausgeschrieben und im Rahmen der SicherheitsExpo im Juli in München verliehen.
Anfang 2016 übernahm der I.G.T.-Verlag Wik – Zeitschrift für die Sicherheit der Wirtschaft (Eigenschreibweise: WIK) von der SecuMedia Verlags GmbH. Die Wik wird ab der Ausgabe 3/2016 als eigenständiger Titel mit den Kernbereichen Unternehmensschutz und ASW-Nachrichten in den Protector integriert. Der Themenbereich „Wirtschaftsschutz“ wird so weiter ausgebaut. Damit einher ging eine Erhöhung des Gesamtumfangs sowie die Änderung des Zeitschriftentitels in „Protector & Wik“. Zugleich wurde Protector & Wik Verbandsorgan der „Allianz für Sicherheit in der Wirtschaft e.V.“
Seit dem 1. April 2017 wird die Zeitschrift von der Schlüterschen Verlagsgesellschaft GmbH & Co. KG, angegliedert ans Segment „Industriemedien“ am Standort Augsburg. Das Layout wird überarbeitet und an das Erscheinungsbild der anderen Schlüterschen Industrie-Titel angepasst. Seit  der Ausgabe 4/2019 firmiert die Fachzeitschrift nur noch unter dem Titel „Protector“.

## Zielgruppe
Protector richtet sich an für die Sicherheit verantwortliche Personen in Wirtschaft, Verwaltung und Politik. Insbesondere sind das Sicherheitsverantwortliche in Industrie, Gewerbe und Behörden sowie Errichter, Planer und Systemhäuser. Die Zeitschrift ist außerdem Organ des „BHE Bundesverband Sicherheitstechnik e. V.“ sowie des ASW Bundesverbands – Allianz für Sicherheit in der Wirtschaft e.V.

## Aufbau und Inhalt

### Themen der Printausgaben
Protector erscheint 11-mal jährlich, davon zwei E-Magazine. Das Fachmagazin setzt sich zusammen aus Reportagen, Interviews, Fachartikeln, Anwenderberichten, Meinungsbeiträgen, Marktübersichten, Produktinformationen- und -tests und aktuellen Meldungen aus der Branche. Rubriken sind neben dem jeweiligen Titelthema z. B. „Unternehmen & Märkte“, „Sicherheitstechnik“, „Wirtschaftsschutz“ und „Smart-Home-Security“. Dazu kommen regelmäßig unter anderem „Branchen-News“, „Produkte“, „Ihre Partner vor Ort“, „Bezugsquellen“ sowie jeweils eine Rubrik mit Schwerpunkt Schweiz und Österreich. Die wichtigsten behandelten Themen sind Videoüberwachung, Zutrittskontrolle, Brandschutz, Freilandsicherung, Einbruchschutz, mechanische Sicherheit sowie Risikomanagement, Sicherheitsdienstleistungen, Sonderschutzfahrzeuge, Versicherungen, Wirtschaftsspionage, Korruption und der Schutz kritischer Infrastrukturen. Darüber hinaus liefert der Protector Sondervor- und -nachberichterstattungen zu allen für die Branche relevanten Messen, insbesondere die im Zwei-Jahres-Takt stattfindenden „security essen“, die „Sicherheit“ in Zürich sowie die jährlichen Messen „IFSEC“ (London) und „SicherheitsExpo“ (München).
Jedes Jahr erscheinen zusätzlich drei Spezialausgaben („Specials“) jeweils zu den Schwerpunktthemen Zutrittskontrolle, Brandschutz und Videoüberwachung.

### Protector.de
Das Online-Portal von Protector hieß bis Juni 2023 „sicherheit.info“ und seitdem „protector.de“. Es ist in sieben Themenkanäle eingeteilt: „Sicherheitstechnik“, „Dienstleistungen“, „Wirtschaftsschutz“, „Smart Home Security“, „Arbeitssicherheit“, „IT-Sicherheit“ und „Branche intern“. Damit ist das Themenspektrum breiter und umfangreicher als in der Printausgabe. Die Beiträge sind medienspezifisch aufbereitet und werden täglich aktualisiert.
Außerdem beinhaltet das Portal Informationen in Form von Marktübersichten, Branchenbarometer, Produkttests, Anbieter-Datenbanken, Stellenbörse, Whitepaper und Veranstaltungsterminen. Im Juni 2016 verzeichnete die Seite 31.670 Online-Visits und 61.736 Page Impressions (IVW 06/2016).

### Newsletter
Wöchentlich am Donnerstag erscheint der kostenfreie Newsletter von protector.de, derzeit etwa 3000 Abonnenten werden aktuell und persönlich über ausgewählte Themen der Sicherheitsbranche informiert.

## Veranstaltungen

### Award
Im Rahmen der SicherheitsExpo in München findet alljährlich die Verleihung des Protector Award statt. Protector prämiert hier aktuelle sicherheitstechnische Lösungen in verschiedenen Kategorien. Über die Gewinner stimmen die Leser zuvor online auf protector.de ab.

### Foren
Die Protector-Redaktion lädt bei jährlichen Foren Hersteller von Sicherheitsprodukten, Planer und Errichter zu einer ausführlichen Diskussionsrunde ein. Die Ergebnisse werden in den Specials Zutrittskontrolle und Videoüberwachung detailliert vorgestellt, fließen aber auch in die regulären Protector-Ausgaben ein.

## Belege
1. ↑  Ein halbes Jahrhundert Sicherheit: 50 Jahre Protector. Stand: 9. Februar 2023.
2. ↑  Pressemitteilung vom 13. Januar 2016